# Astroblepus cirratus
Astroblepus cirratus är en fiskart som först beskrevs av Regan 1912.  Astroblepus cirratus ingår i släktet Astroblepus och familjen Astroblepidae. Inga underarter finns listade.